# Lothlórien

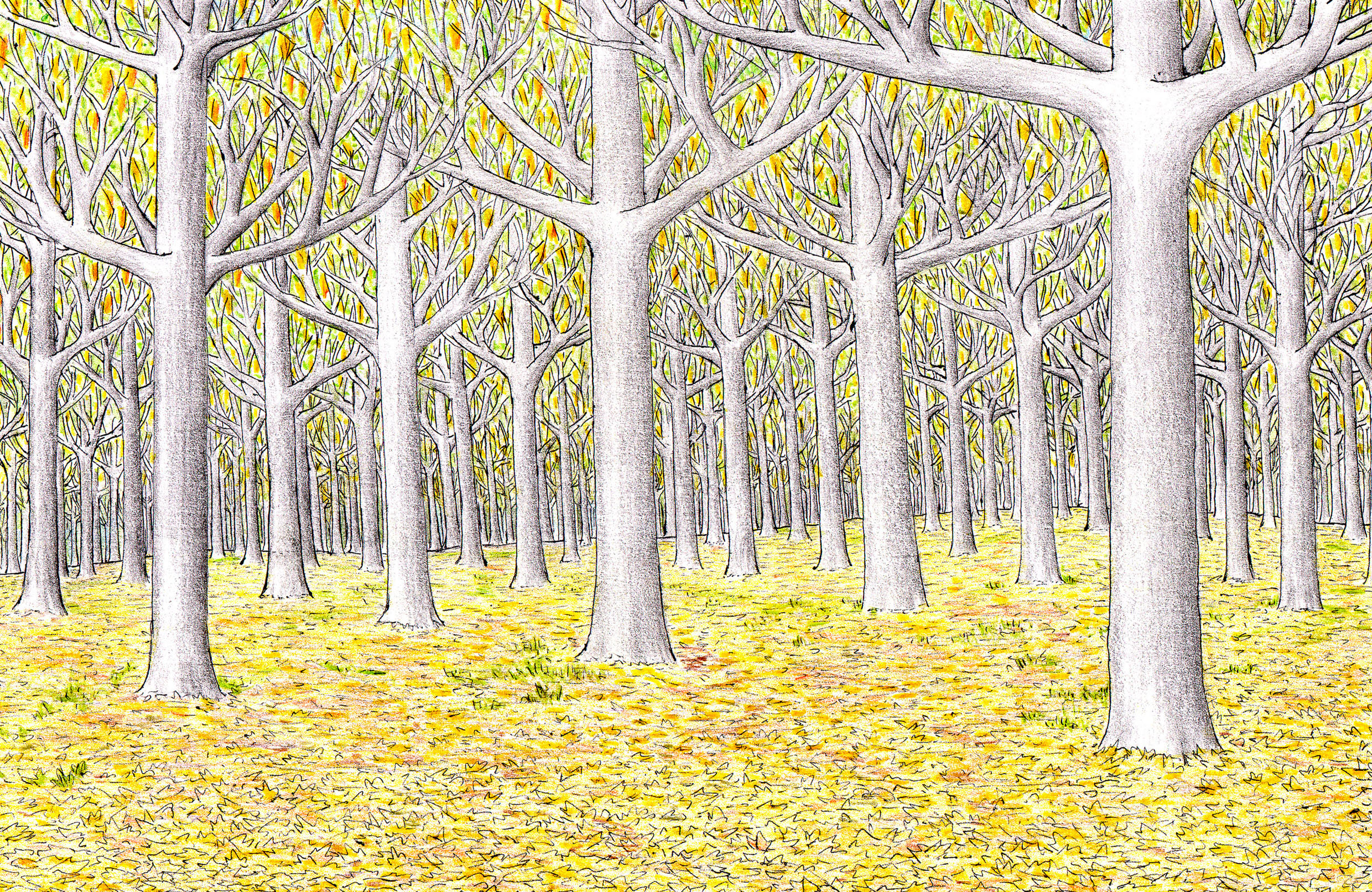
Wyobrażenie lasów Lothlórien

Lothlórien (z sin. Kwiat Lórien lub Kwitnące Lórien, nan. Lórinand – Złota Dolina, qya. Laurelindórinan – Dolina Śpiewającego Złota, także roh. Dwimordene – Nawiedzona Dolina) – kraina ze stworzonej przez J.R.R. Tolkiena mitologii Śródziemia.

## Nazewnictwo
Najprawdopodobniej najstarszą nazwą krainy była ta pochodząca z języka jej pierwotnych mieszkańców, elfickiego plemienia Nandorów, czyli Lórinand (Złota Dolina: lór- złoty, nand dolina). Inną nazwą, również w języku Nandorów, jest Lindorinand (Dolina Kraju Śpiewaków: lind śpiewak, dor kraj). Od tych dwóch najstarszych nazw pochodzi queneyska nazwa Lórien, która pojawiła się zapewne po upadku Eregionu, kiedy to do Złotego Lasu przybyli Ñoldorowie, a która brzmiała Laurelindórinan (Dolina [Kraju] Śpiewającego Złota: laurë złoto, linda- śpiewać, dor kraj, nan dolina).
Najpopularniejsza nazwa sindarińska, Lórien, pochodzi zapewne od ogrodów Irmo z Amanu i musiała zostać nadana przez tych przybyszów z Eregionu, którzy w przeszłości przebywali w Valinorze (zapewne przez Galadrielę), a którym Złoty Las skojarzył się właśnie z krainą Amanu. Lórien można by było wtedy tłumaczyć jako Kraina Snów (lór sen, -ien/-ian końcówka typowa dla nazw krajów). Inaczej pochodzenie nazwy Lórien i jej podobieństwo do nazwy ogrodów Irmo można tłumaczyć zwykłym zbiegiem okoliczności. Mogła ona bowiem powstać wcześniej i oznaczać Złoty Kraj ([g]lor złoty). Sensowniej wyglądałoby wtedy znaczenie nazwy Lothlórien (Kraina Złotych Kwiatów: loth kwiat i Lórien).
Rohańskie określenie Dwimordene w rzeczywistości zostało zaczerpnięte z języka staroangielskiego (dwimor? nawiedzony, dene/denu dolina), którego Tolkien używał do oddania języka Rohirrimów.
Najczęściej używana nazwa Lothlórien w Westronie to Złoty Las (ang. Golden Wood).

## Geografia
Kraina ta zamieszkana była przez elfy leśne, leżała nieopodal Gór Mglistych, w widłach Celebrantu i Anduiny. Miała powierzchnię ok. dwóch tysięcy mil kwadratowych. Celebrant tworzył granicę zachodnią, a po połączeniu z Nimrodel także południową; wschodnią stanowiła Anduina. Od północy Lothlórien chronione było przez własne drzewa. W centrum krainy, na obszarze zwanym Naith znajdowało się wzgórze Cerin Amroth, gdzie swój dom miał król Amroth; wzgórze to otoczone jest podwójnym pierścieniem drzew. Na południowym wschodzie, bliżej ujścia Celebrantu do Anduiny, znajdowało się jedyne miasto - Caras Galadhon.
Caras Galadhon, stolica Lothlórien, było pozbawione budynków, zamiast tego rozlokowane na telain wśród gałęzi ogromnych mallornów i otoczone wałem i suchą fosą. Było położone w samym sercu Lothlórien, w obszarze zwanym Egladil (sin. Klin). Innymi opisanymi miejscami w Lothlórien były wodospad Nimrodel na potoku o tej samej nazwie.

## Historia
Pierwszymi zamieszkującymi ją elfami byli zapewne Nandorowie, którzy po tej stronie Gór odłączyli się od wędrujących na Zachód Eldarów, w czasach późniejszych dołączyli do nich zapewne również Avari, którzy mniej więcej w czasach Wojny o Klejnoty zostali zmuszeni do opuszczenia swoich siedzib na wschodzie. Na początku Drugiej Ery do krainy przybyło wielu Sindarów i Ñoldorów ze zniszczonego Beleriandu. Wtedy też zapewne sindarski książę Amdír założył w Lothlórien swoje królestwo.
Amdír rządził w Lothlórien do 3434 roku Drugiej Ery, kiedy to poległ w bitwie na Dagorlad, gdzie walczył przeciw wojskom Saurona po stronie Ostatniego Sojuszu. Po nim królem został jego syn, Amroth, który najprawdopodobniej rządził do 1981 roku Trzeciej Ery, kiedy opuścił kraj w celu poszukiwań swojej ukochanej, Nimrodel, a później wspólnie z nią udał się na południe do Dol Amroth. Mniej więcej w połowie Drugiej Ery królestwem Amrotha zainteresowała się Galadriela, wówczas przebywająca w Eregionie. Poszukiwała ona dogodnego miejsca, z którego mogła prowadzić działania przeciwko Sauronowi i takim właśnie wydawało jej się Lothlórien. Według Niedokończonych Opowieści przeniosła się tam na stałe między 1350 a 1400 rokiem Drugiej Ery po tym, jak została pozbawiona władzy w Eregionie w wyniku machinacji Saurona. Celeborn dołączył do niej po 1697 roku (po upadku Eregionu w wojnie z Sauronem).
Rządzili krainą wspólnie do 3021 roku Trzeciej Ery, kiedy Galadriela razem z resztą Powierników Pierścieni odpłynęła do Amanu. Celeborn jeszcze jakiś czas pozostawał w Śródziemiu, rządząc w Lothlórien samotnie, a następnie przeniósł się do Rivendell. Opuścił krainę przed 120 rokiem Czwartej Ery.
Całe Lothlórien chronione było „czarami” Galadrieli (wzorowała się w ten sposób na Obręczy Meliany, osłaniającej Doriath), nieprzyjaciel nie miał tam wstępu. Dodatkową ochronę sprawowały oddziały elfich łuczników i zwiadowców. W krainie tej czas zdawał się stać w miejscu. Legendy opowiadane przez Rohirrimów mówiły o czarownicy elfów, która usidla każdego obcoplemieńca przybyłego do Lothlórien. Mawiano, że nikt stamtąd nigdy nie powrócił, a jeżeli nawet, to odmieniony.
Gdy po Wojnie o Pierścień elfowie opuścili Lothlórien, Galadriela odpłynęła za morze, a Celeborn przeniósł się do Rivendell, zwiędły drzewa, na których elfowie z Lothlórien budowali swoje telain. W 120 lub 121 roku Czwartej Ery, na wzgórzu Cerin Amroth, zmarła i pochowana została Arwena.

## Nieścisłości
Istnieje wiele nieścisłości między wzmiankami z historii Lothlórien występującymi we Władcy Pierścieni i Silmarillionie a obszerniejszą relacją zamieszczoną w jednym z rozdziałów Niedokończonych Opowieści (Historia Galadrieli i Celeborna, i Amrotha, Władcy Lórien), który Christopher Tolkien, redagujący pisma swojego ojca uznał najbardziej zawiłą i najbardziej najeżoną niekonsekwencjami z opowieści o Śródziemiu. Rzeczywiście, pojawiają się tam różne wersje losów Galadrieli i Celeborna, a także dosyć obszerny rozdział poświęcony Amdírowi i Amrothowi.